# Budashevaella
Budashevaella es un género de foraminífero bentónico de la subfamilia Recurvoidinae, de la familia Ammosphaeroidinidae, de la superfamilia Recurvoidoidea, del suborden Lituolina y del orden Lituolida. Su especie tipo es Circus multicameratus. Su rango cronoestratigráfico abarca desde el Eoceno hasta el Mioceno.

## Discusión
Clasificaciones previas incluían Budashevaella en la superfamilia Haplophragmioidea, así como en el suborden Textulariina del orden Textulariida, o en el orden Lituolida sin diferenciar el suborden Lituolina.

## Clasificación
Budashevaella incluye a las siguientes especies:
- Budashevaella akaciensis †
- Budashevaella callosa †
- Budashevaella multicameratus †
- Budashevaella naibica †
- Budashevaella orlovica †
- Budashevaella trinitatensis †